# Kosti (TV-serija)
Kosti (angleško Bones) je ameriška kriminalistična televizijska serija, ki so jo na programu Fox Network začeli predvajati 13. septembra leta 2005.
Serija v ospredje postavlja forenzično antropologijo in forenzično arheologijo. Epizode se vrtijo okoli preiskave človeških ostankov, ki jo izvedeta Seeley Booth (David Boreanaz), agent Zveznega preiskovalnega urada (FBI) in forenzična antropologinja dr. Temperance "Kosti" Brennan (Emily Deschanel).  Ostali člani igralske zasedbe so Michaela Conlin, T. J. Thyne, Eric Millegan, Tamara Taylor in John Francis Daley.
Serijo v Sloveniji predvaja POP TV (prve tri sezone Kanal A). Nazadnje je od septembra 2010 do januarja 2011 predvajal 4. sezono.